# Before I Forget
«Before I Forget» —en español: «Antes de que me olvide»—es una canción de la banda estadounidense de Nu metal Slipknot, lanzada como el tercer sencillo de su tercer álbum Vol. 3: (The Subliminal Verses) en junio de 2005 por Roadrunner. Rick Rubin la produjo y le incorporó elementos de «Carve», una canción grabada antes de su álbum homónimo y que no fue comercializada por la banda. Shawn Crahan y Tony Petrossian se encargaron de producir el video musical donde se muestra a la banda actuando sin sus máscaras, aunque sus rostros no son mostrados. 
La canción fue bien recibida por la crítica y ganó un Premio Grammy en la categoría de mejor interpretación de metal, siendo este el primer y único Grammy que la banda ha obtenido.
Para promocionarla, Slipknot, se presentó en el programa Late Night with Conan O'Brien y la interpretó, además es una canción casi permanente en su repertorio y, desde su lanzamiento, ha sido presentada en cada una de sus giras y festivales.

## Composición y grabación
«Before I Forget» tiene una duración de cuatro minutos con treinta y ocho segundos. Según la partitura publicada en Musicnotes, la canción posee un compás de 4/4 y está compuesta en la tonalidad de mi menor. «Before I Forget» contiene algunos elementos de una canción grabada antes de su álbum homónimo llamada «Carve» y que tenía a Anders Colsefni como vocalista. La canción fue incluida en una maqueta de 1997 conocida popularmente como Crowz. En los últimos 18 segundos de la versión de larga duración, se puede escuchar código Morse junto con el vocalista murmurando «you're wasting it» —«lo estás desperdiciando»—, aunque esto solo puede ser escuchado sí la cinta es invertida.
Acerca del coro, Corey Taylor dijo que discutió con el productor Rick Rubin, ya que él quería que Taylor cambiara la melodía vocal del mismo porque sentía que no era muy «atrayente», sin embargo, Taylor no cambió de parecer y el coro se mantuvo sin cambios.
La banda entró en los estudios The Mansion y Akademie Mathematique of Philosophical Sound Research and Sound City, en Los Ángeles, California en 2003 para comenzar a grabar. La producción y la mezcla estuvo a cargo de Rick Rubin y Terry Date, respectivamente.

## Video musical
El video musical fue dirigido por Shawn Crahan y Tony Petrossian, quien además dirigió los videos de  «Duality» y «Vermilion». Fue grabado el 7 de abril en Los Ángeles, California y estrenado el 11 de mayo de 2005 en Yahoo! Music. El mismo muestra a Slipknot tocando la canción sin máscaras y con ropa informal, a diferencia de su habituales atuendos. El vídeo hace uso de una técnica de cámara que estratégicamente nunca muestra por completo las caras de los miembros de la banda, mientras que las máscaras respectivas de cada miembro se muestran al lado de cada uno. El video también puede ser encontrado en el DVD de la banda Voliminal: Inside the Nine, junto a todos los videos de Vol. 3: (The Subliminal Verses), y en el álbum recopilatorio Antennas to Hell.
En una entrevista con Music Video Wire el director Tony Petrossian comentó que la idea de un video con los miembros sin sus máscaras ya había sido planeada por Crahan, pero no pudo llevarse a cabo ni en «Duality» ni en «Vermilion».

Esa conversación en realidad ocurrió hace un año. Cuando me encontré por primera vez con la banda en «Duality», Clown [Shawn Crahan] y yo nos sentamos, y él me dijo, «tuve una visión. Quiero que la banda se quite sus máscaras», pero debido a varias razones, no fuimos capaces de hacer que eso sucediera.
Tony Petrossian

En la encuesta de lectores de Metal Hammer de 2005 el video de «Before I Forget» alcanzó la cuarta posición en la categoría de «mejor video musical».

## Lanzamiento y recepción
La canción originalmente iba a ser lanzada el 7 de marzo, pero fue aplazada y lanzada el 13 de junio de 2005 coincidiendo con la presentación de la banda en el Download Festival. Con una audiencia radial cercana a los 6.5 millones de oyentes, la canción fue considerada un éxito.
En una revisión acerca del álbum, Todd Burns de la revista Stylus dijo que «Before I Forget», junto a «Three Nil» y «Duality», se destaca en particular y Marruan Anaboussi de The Metal Circus citó a «Before I Forget» y «The Nameless» como «dos de los mejores cortes que esta gente ha compuesto nunca». Haciendo una revisión del álbum posterior a Vol. 3, All Hope Is Gone, Adrien Begrand de PopMatters recordó a «Before I Forget» como la mejor unión de la banda «entre la agresión y la melodía hasta la fecha» y Scott Alisoglu de Blabbermouth.net, haciendo una revisión del DVD (sic)nesses, calificó a «Before I Forget» y «Psychosocial» de «himnos inolvidables». Además, a finales de 2009, «Before I Forget» entró en la lista de «las mejores canciones de metal de la década según AOL» en la posición número uno y en la posición número tres en la lista de «las diez mejores canciones de Slipknot según AOL».
En 2006, luego de ser nominados en 6 ocasiones, «Before I Forget» ganó en la categoría de mejor interpretación de metal en la 48.ª edición de los Premios Grammy, siendo este el primer y único Grammy que la banda ha obtenido. A la cita, realizada en Staples Center, Los Ángeles, California, acudió Sid Wilson, Joey Jordison, Shawn Crahan y Paul Gray, con este último diciendo: «gracias a nuestros fans, eso es realmente lo que nos hizo llegar hasta aquí», aunque la ceremonia se vio opacada por la muerte del padre de Crahan.
Además, la canción aparece en el videojuego de PlayStation 3 MotorStorm y es una canción que se puede interpretar en los videojuegos Guitar Hero III: Legends of Rock y Rock Band 3. Una versión jamás comercializada de la canción fue recopilada en «MTV2 Headbangers Ball: The Revenge», el tercer álbum recopilatorio del programa Headbangers Ball.

## Presentaciones en directo

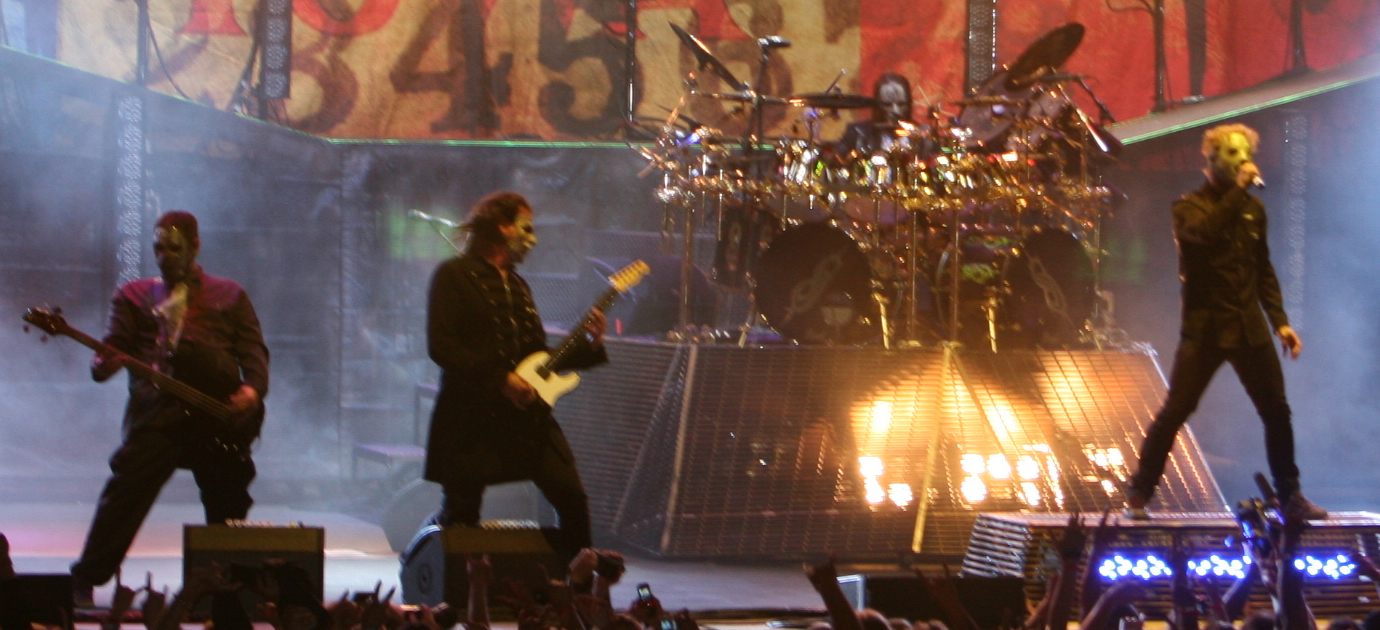
Slipknot actuando en el Mayhem Festival.

Para promocionar la canción, la banda se presentó en el programa Late Night with Conan O'Brien e interpretó «Before I Forget» el 1 de marzo de 2005. Es una canción casi permanente en el setlist de Slipknot y, desde su lanzamiento, ha sido interpretada en cada gira y festival de la banda, comenzando a ser tocada regularmente desde la gira The Subliminal Verses World Tour.
Interpretaciones destacadas de la canción son las que se encuentran en el álbum en directo 9.0: Live y en los DVD Voliminal: Inside the Nine y (sic)nesses. De la primera, Tom Day de MusicOMH dijo que la canción es una «verdadera joya, y pulveriza con un nivel de devastación que te hará palidecer de envidia si no asistes a estos espectáculos», y que el batería Joey Jordison tomó el «protagonismo» a lo largo de la actuación. La versión en directo de Voliminal corresponde al festival Summer Sonic de 2005, mientras que la de (sic)nesses fue grabada en el Download Festival de 2009 frente a una audiencia de 80 000 personas.
Otras actuaciones destacadas son las realizadas en la gira All Hope Is Gone World Tour, en las que Alistair Lawrence de Kerrang! dijo que la interpretación de Taylor de «Before I Forget» y «Psychosocial» hacía que sonaran mejor que las versiones de estudio y Diana Nollen de The Gazette citó a «Before I Forget» y «Psychosocial» como lo más destacado del setlist de su espectáculo en Cedar Rapids.

## Formatos
| Before I Forget - Sencillo |                                      |          |  |
| N.º                        | Título                               | Duración |  |
| 1.                         | «Before I Forget» (edición de radio) | 3:37     |  |

| Before I Forget - Primer vinilo de 7" |                                      |          |  |
| N.º                                   | Título                               | Duración |  |
| 1.                                    | «Before I Forget» (edición de radio) | 3:37     |  |
| 2.                                    | «The Blister Exists» (en vivo)       | 5:19     |  |

| Before I Forget - Segundo vinilo de 7" |                                                        |          |  |
| N.º                                    | Título                                                 | Duración |  |
| 1.                                     | «Before I Forget» (edición de radio de larga duración) | 4:23     |  |
| 2.                                     | «Three Nil» (en vivo)                                  | 4:55     |  |

## Posición en listas
| Estados Unidos | Alternative Songs      | 32 |
| Estados Unidos | Mainstream Rock Tracks | 11 |
| Reino Unido    | UK Singles Chart       | 35 |

## Créditos
| - (#0) Sid Wilson – turntables - (#1) Joey Jordison – batería - (#2) Paul Gray – Bajo, Coros - (#3) Chris Fehn – percusión, Coros - (#4) Jim Root – Guitarra - (#5) Craig Jones – Sampler - (#6) Shawn Crahan – percusión, Coros - (#7) Mick Thomson – Guitarra - (#8) Corey Taylor – voz | - Terry Date - mezcla - Rick Rubin - productor |

Fuente: Discogs.